# Площа Михайла Загороднього
Пло́ща Миха́йла Загоро́днього — площа в Оболонському районі міста Києва, житловий масив Оболонь. Розташована в місці сходження проспекту Володимира Івасюка та вулиці Левка Лук'яненка.

## Історія
Сформована в 1973–1974 роках як безіменна площа на стику новопрокладених вулиць. Згодом — Нова площа.
Нинішня назва — на честь Михайла Загороднього (1943–2000), заслуженого будівельника України, голови правління тресту Київміськбуд-1 — з 2001 року.
Газета “Хрещатик” за 16.10.2003 р. (стаття Г. Гаєвської “Дорога до храму”) розповідає про освячення нового комплексу “Дорога до храму”, зведеного при Покровському храмі в Києві на Оболоні. “Дорога завжди має вести до храму, ще раз повторив істину Блаженніший Митрополит Київський і всієї України Володимир позавчора, освячуючи на площі Загороднього цілий комплекс, що так і називається — “Дорога до храму”…
Архітектори Микола Босенко та Валентин Ісак задумали так, щоб на початку культового шляху зустрічали святі апостоли-євангелісти Матвій та Марк, Лука й Іоанн. Дві парні скульптури авторів Нового Заповіту вилили з бронзи скульптори Микола Обезюк та Петро Дроздовський. Митрополит Володимир окропив святою водою і пам’ятники, і мозаїчні ікони Андрія Первозванного, князя Володимира Великого, Воскресіння Христове”

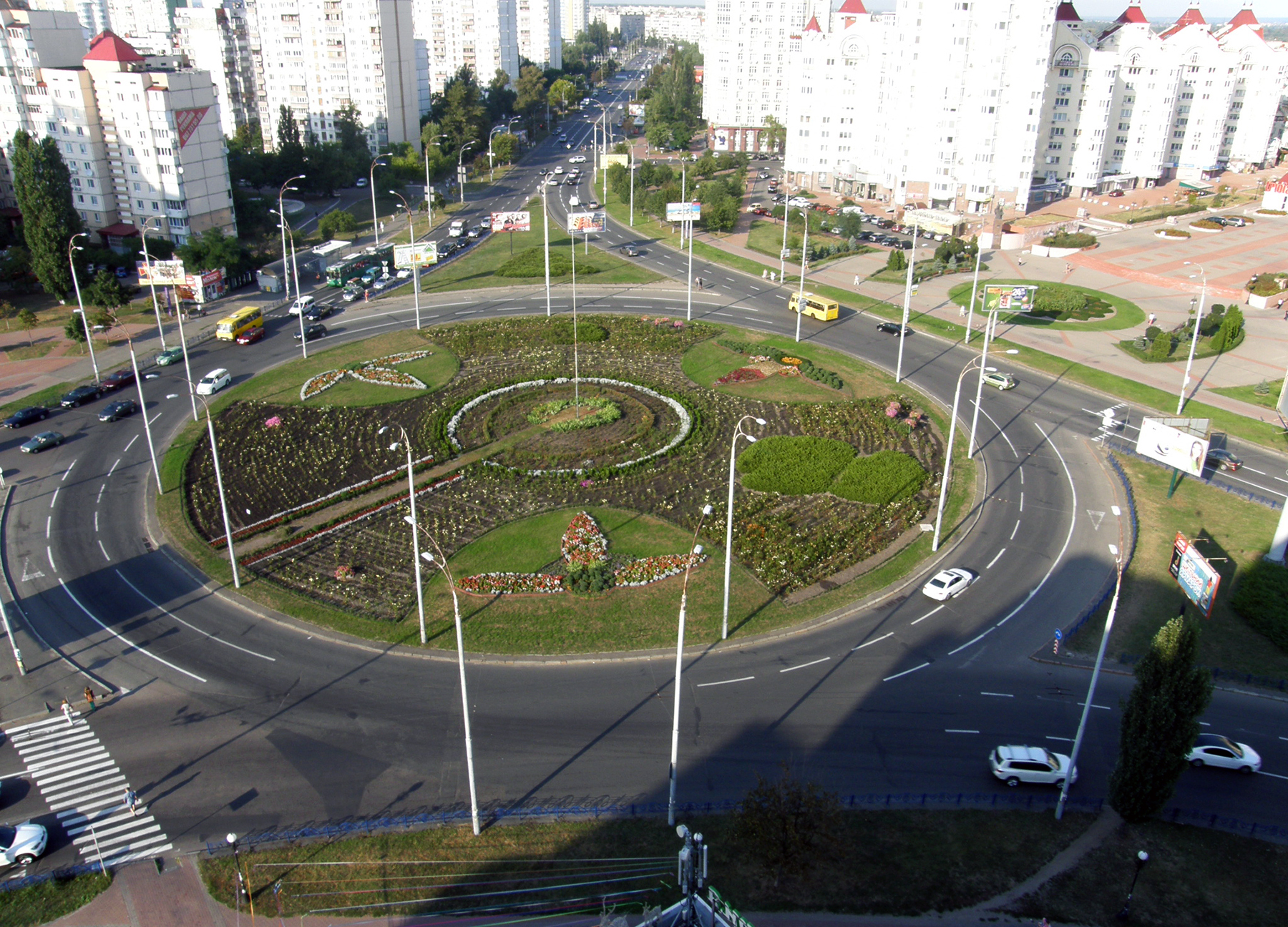
Кругове перехрестя площі Михайла Загороднього